# Sankt Margarethen (Holstein)

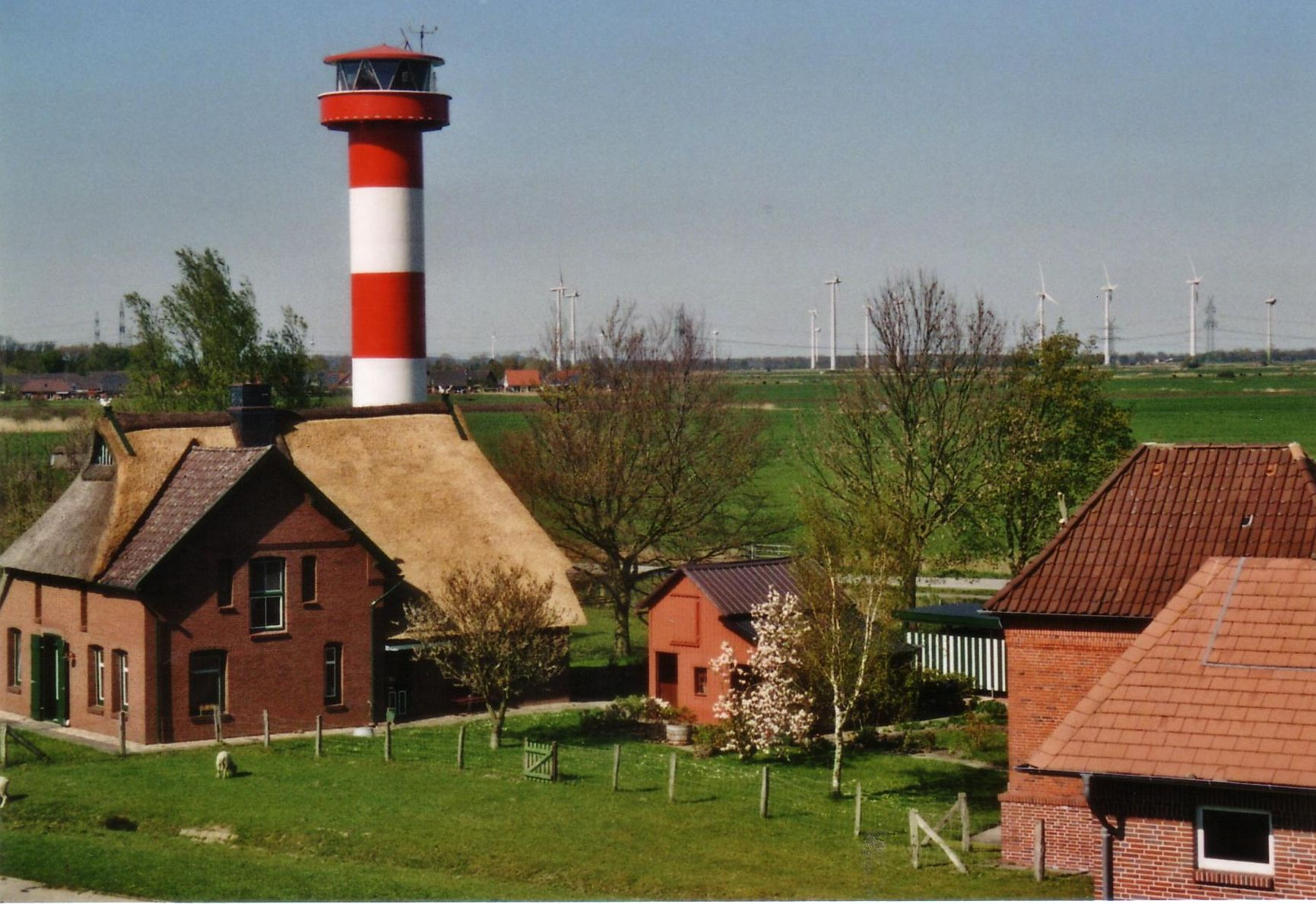
Blick vom Elbdeich

Sankt Margarethen (niederdeutsch Sankt Margrethen) ist eine Gemeinde im Kreis Steinburg in Schleswig-Holstein. Sie gehört zum Amt Wilstermarsch in der Metropolregion Hamburg.

## Geografie

### Lage
Sankt Margarethen liegt am Unterlauf der Elbe acht Kilometer östlich von Brunsbüttel und der Mündung des Nord-Ostsee-Kanals. Durch das Gemeindegebiet verläuft die Bundesstraße 431 und die Deutsche Fährstraße.

### Gemeindegliederung
Die Gemeinde Sankt Margarethen gliedert sich in folgende Ortsteile:
1. Heideducht
2. Kirchducht
3. Osterbünge
4. Stuven

### Nachbargemeinden
| Büttel | Landscheide                                 | Nortorf  |
|        | Kompassrose, die auf Nachbargemeinden zeigt |          |
|        |                                             | Brokdorf |

## Geschichte
Sankt Margarethen wurde 1344 erstmals als Elredeluete urkundlich erwähnt. Das Dorf hieß vormals Elredefleth, wurde aber von der Strömung der Elbe so sehr bedroht, dass man es abriss und an die heutige Stelle verlegte. Eingeweiht wurde das neue Dorf im Juli 1500 am Margarethentag.

## Politik

### Gemeindevertretung
Bei der Kommunalwahl am 14. Mai 2023 wurden insgesamt elf Sitze vergeben. Diese fielen erneut alle an die Unabhängige Wählergemeinschaft St. Margarethen. Die Wahlbeteiligung betrug 54,9 %.

### Bürgermeister
Der Bürgermeister von Sankt Margarethen ist Volker Bolten. Seine Stellvertreter sind Hauke Carstens und Inken Rotzoll (alle drei UWStM).

### Wappen
Der Entwurf des Wappens von Sankt Margarethen stammt von dem Wappenzeichner Lothar Leissner aus Itzehoe, der sämtliche Wappen in Schleswig-Holstein entworfen hat. Das Wappen wurde am 9. März 1993 genehmigt.
| Wappen von Sankt Margarethen | Blasonierung: „Von Silber und Blau im Wellenschnitt geteilt. Oben wachsend die rot gekleidete heilige Margaretha mit goldener Märtyrerkrone, in der Rechten ein gesenktes goldenes Schwert, in der Linken ein goldenes Buch haltend und beiderseits begleitet von jeweils zwei sechsstrahligen blauen Sternen übereinander. Unten ein auf dem Rücken liegender, rot gezungter silberner Drache, mit der Spitze des Schwertes überdeckt.“ |
| Wappen von Sankt Margarethen | Wappenbegründung: Die Heilige im Wappen der Gemeinde St. Margarethen bezieht sich sowohl auf den auf sie zurückgehenden Namen des Ortes als auch auf dessen Vergangenheit. Die Märtyrerin Margaretha wurde wegen ihres christlichen Glaubens in einen römischen Kerker geworfen und gemartert. Den Versuchen, sie dem Heidentum zurückzugewinnen, widerstand sie; dieser Kampf wird im Wappen durch den Drachen symbolisiert. Der Widerstand der Einwohner gegen die zerstörenden Gewalten des Wassers ist mit dem Kampf der Margaretha gegen den Drachen der Versuchung vergleichbar. Die vier Sterne im Wappen vertreten die Gemeindeteile Heideducht, Kirchducht, Osterbünge und Stuven. Zugleich spricht die Vierzahl die engen Beziehungen zwischen St. Margarethen und den Nachbargemeinden Büttel, Kudensee und Landscheide an. Die untere blaue Schildhälfte symbolisiert das Wasser der Elbe. Im übrigen sind die im Wappen dominierenden Farben Blau, Silber und Rot die Landesfarben Schleswig-Holsteins. |

## Persönlichkeiten

### Söhne und Töchter der Gemeinde
- Martin Coronaeus (um 1539–1585), lutherischer Pastor
- Hans-Detlef Krey (1866–1928), Pionier der Bodenmechanik
- Otto Siemen (1881–1966), Ingenieur, Erfinder und Fabrikant

### Personen, die mit der Gemeinde in Verbindung stehen
- Albert de Badrihaye (1880–1976), flämischer Maler/Grafiker, Professor, Heraldiker, in den 1930er Jahren lebte er vor Ort in seinem Hausboot